# Fabio Conca
Fabio Conca (San Severo, 27 aprile 1991) è un tecnico del suono italiano, vincitore del Ciak d'oro per il migliore sonoro nel 2017.

## Biografia
Nel 2013 consegue il diploma di tecnico del suono presso il Centro sperimentale di cinematografia.

## Filmografia
- Il terzo tempo, regia di Enrico Maria Artale (2013)
- Allacciate le cinture, regia di Ferzan Özpetek (2014)
- Indivisibili, regia di Edoardo De Angelis (2016)
- Napoli velata, regia di Ferzan Ozpetek (2017)
- In viaggio con Adele, regia di Alessandro Capitani (2018)
- Mamma + Mamma, regia di Karole Di Tommaso (2018)
- Cosa fai a Capodanno?, regia di Filippo Bologna (2018)
- Martin Eden, regia di Pietro Marcello (2019)
- Mollami, regia di Matteo Gentiloni (2019)
- La dea fortuna, refia di Ferzan Özpetek (2019)
- Il legame, regia di Domenico Emanuele de Feudis (2020)
- L'amore non si sa, regia di Marcello Di Noto (2021)
- Il mio corpo vi seppellirà, regia di Giovanni La Parola (2021)
- Dampyr, regia di Riccardo Chemello (2021)
- The Bunker Game, regia di Roberto Zazzara (2021)

## Riconoscimenti
- Ciak d'oro
  - 2014 candidato a miglior sonoro in presa diretta per Allacciate le cinture
  - 2017 Miglior sonoro in presa diretta per Indivisibili[1]
  - 2018 candidato a miglior sonoro in presa diretta per Napoli velata
- David di Donatello
  - 2017 - Candidato a miglior suono per Indivisibili
  - 2020 - Candidato a David di Donatello per il miglior suono per Napoli velata
- Nastro d'argento
  - 2018 candidato a miglior sonoro in presa diretta per Napoli velata